# Diego López de Zúñiga y Velasco

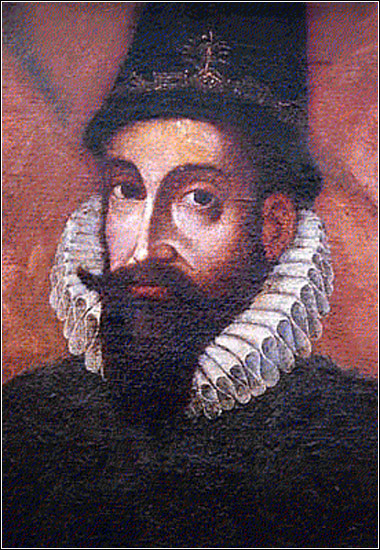
Diego López de Zúñiga y Velasco

Diego López de Zúñiga y Velasco, 4. Graf von Nieva de Cameros (spanisch: Conde de Nieva de Cameros)  (* um 1500 in Burgos, Kastilien, Spanien; † 18. Februar 1564 in Lima, Peru) war ein spanischer Offizier, der von 1561 bis zu seiner Ermordung 1564 als Vizekönig von Peru amtierte.

## Leben

### Militärische Karriere
López begann eine Laufbahn als Offizier in der spanischen Armee und kämpfte unter König Philipp II. in Diensten der spanischen Krone in Nordafrika, Italien, Flandern und Deutschland. König Philipp entsandte ihn Ende 1558 als Vizekönig von Peru nach Südamerika. Aufgrund widriger Umstände wurde seine Abreise über ein Jahr lang verhindert, und er machte sich erst Ende Februar 1560 von Cádiz aus auf den Weg. Nach einem längeren Aufenthalt in Panama erreichte López im Februar 1561 Lima.

### Vizekönig in Peru
Ein wichtiges Thema seiner Amtszeit war die Frage, ob die einheimischen Indios dauerhaft zur Zwangsarbeit in den Landgütern (encomenderos) der Spanier verpflichtet werden sollten. Eine weitere Frage war die administrative Zuordnung der Silberminen von Potosí. Unabhängig davon schritt die rücksichtslose Ausbeutung der Ressourcen durch die Spanier voran: Während López’ Amtszeit erhielt die spanische Staatskasse 651.000 Dukaten aus Peru.
López machte sich dafür stark, die Kolonialverwaltung unabhängiger von wirtschaftlichen Interessen der handelnden Personen zu machen und verbot 1564 den Richtern (oidores), eigene Wirtschaftsunternehmen in der Kolonie zu gründen oder zu übernehmen. In seine Amtszeit fielen auch die ersten Arbeiten zur Errichtung der Plaza de Armas von Lima und weiterer städtebaulicher Neuerungen (wie den Vorläufern eines Abwassersystems).
Er hatte den Ruf, mit öffentlichen Gütern verschwenderisch umzugehen und galt als notorischer Schürzenjäger, was so weit ging, dass er in einer königlichen Urkunde aus Madrid (vom 27. Februar 1563) zur Zurückhaltung in seinem Lebensstil gemahnt wurde.
Er starb unter ungeklärten Umständen; möglicherweise wurde er ermordet.